# ITU-T
ITU-T, sigla dell'inglese International Telecommunication Union – Telecommunication Standardization Bureau, è il settore dell'Unione internazionale delle telecomunicazioni (ITU) che si occupa di regolare le telecomunicazioni telefoniche e telegrafiche.
Fino al 1992 era noto come CCITT (Comité Consultatif International Téléphonique et Télégraphique).

## Attività
L'ITU-T fornisce delle specifiche standard (o raccomandazioni) riconosciute a livello internazionale. Le varie aree di lavoro corrispondono ad altrettante serie, rappresentate da una lettera maiuscola, mentre le singole specifiche interne a ciascuna serie sono rappresentate da un numero. Complessivamente, una particolare specifica può chiamarsi ad esempio V.200.

## Serie
Questa lista è suscettibile di variazioni e potrebbe essere incompleta o non aggiornata.

- A - organizzazione del lavoro della ITU-T
- B - linguaggio: definizioni, simboli, classificazioni
- C - statistiche generali delle telecomunicazioni
- D - principi generali delle tariffe
- E - operazione complessiva della rete, servizi telefonici, fattori umani
- F - servizi non telefonici
- G - sistemi e mezzi di trasmissione, sistemi e reti digitali
  - G.711
  - G.723
  - G.729
- H - sistemi audiovisivi e multimediali
  - H.323
  - H.324
  - H.264
  - H.265
- I - ISDN
- J - trasmissioni televisive e altri segnali multimediali
- K - protezione dall'interferenza
- L - cablaggi e altri elementi esterni
- M - gestione e manutenzione della rete: sistemi di trasmissione internazionali, telefonia, telegrafia, fax...
- N - manutenzione: circuiti internazionali di trasmissione audiovisiva
- O - strumenti di misura
- P - qualità delle trasmissioni telefoniche, installazioni telefoniche...
  - P.800
- Q - commutazione dei segnali
  - Q.931
- R - trasmissioni telegrafiche
- S - strumentazione telegrafica
- T - terminali per servizi telematici
- U - commutazione telegrafica
- V - trasmissione di dati su circuiti telefonici
  - V.29
  - V.32
  - V.34
  - V.90
- X - reti informatiche, modello OSI
  - X.25
  - X.208
  - X.500
  - X.509
- Y - infrastrutture e protocolli di internet
- Z - linguaggi e software di telecomunicazione